# Mortal Kombat: Początek wyprawy
Mortal Kombat: Początek wyprawy (ang. Mortal Kombat: The Journey Begins) – amerykański film animowany, wyprodukowany w roku 1995. Jest pewnym uzupełnieniem filmu fabularnego Mortal Kombat i zawiera motywy z serii gier komputerowych Mortal Kombat. Zamierzeniem twórców było stworzenie dzieła dla młodszej publiczności (a taka głównie fascynowała się grami z serii Mortal Kombat), pozbawionego zbytnich scen przemocy. W Polsce, film został wydany przez IMP Polska, który zajmował się również dystrybucją filmu fabularnego.
W filmie występują następujące postacie:
- Liu Kang
- Johnny Cage
- Sonya
- Raiden
- Sub-Zero
- Scorpion
- Goro
- Shang Tsung

Mortal Kombat: Początek wyprawy jest jedynie swego rodzaju wprowadzeniem do serii, gdyż traktuje o tematach, które zostały pominięte w filmie fabularnym. Mimo to nigdy nie ukazała się druga część tego filmu.